# Ankō Itosu
Ankō Itosu o Yasutsune Itosu, va néixer el 1832 i va morir el 1915 va ser un guerrer o pechin, i mestre de mestres o Saikoo Shihan en el karate de fil conductor o Shuri Te (estil de lluita del qual va néixer el karate) que consistia en defenses angulars i atacs lineals ràpids, profunds i forts. Va ser a més el gran mestre de diversos mestres dins dels que avui es coneixen com els estils Shorin Ryu, Shotokan i Shito ryu. Entre els seus alumnes més destacats hi ha Gichin Funakoshi, pare del karate modern.